# Kasteel Šternberk
Het kasteel Šternberk (Tsjechisch: Hrad Šternberk en Duits: Burg Sternberg of Mährisch Sternberg) is een kasteel in de Moravische stad Šternberk. Sinds 1967 is het een Tsjechisch cultureel monument en sinds 2001 een nationaal cultureel monument (národní kulturní památka). Kasteel Šternberk is open voor publiek en staat onder beheer van Národní památkový ústav.

## Geschiedenis
De eerste schriftelijke vermelding van het kasteel stamt uit 1269. Het kasteel is waarschijnlijk tussen 1253 en 1269 gebouwd door Zdeslav van Sternberg, nadat deze hier land had gekregen van de Boheemse koning Ottokar II Přemysl als dank voor zijn deelname aan de verdediging van Olomouc tegen de Koemanen in 1253. In 1339 kwam kasteel Šternberk in handen van Stefan van Sternberg en in 1357 in handen van Albrecht van Sternberg, die op dat moment de bisschop van Litomyšl was. Onder zijn gezag werd Šternberk gerenoveerd en werd het een bisschoppelijk residentiekasteel. De kasteelkapel werd uitgevoerd in de stijl die populair was aan het hof van Keizer Karel IV. Na de dood van Albrecht in 1380 kwam het kasteel toe aan zijn neef Peter van Sternberg, de zoon van zijn broer Zdeněk van Sternberg.
Omdat Peter van Sternberg geen kinderen had bij zijn overlijden in 1397 erfde Peter van Krawarn kasteel Šternberk. In 1430 werd het kasteel ingenomen door de Hussieten.